# 毛林林
毛林林（1986年10月8日—），原名毛林穎，中國女演員，出生於浙江溫州。代表作有《加油媽媽》、《施公案之龍鳳錯》、《蘭陵王》等。

## 生平
2001年，毛林林考入浙江藝術職業學院就讀演藝班，2003年就讀於中北英皇演藝專修學校。2013年，因演出熱門電視劇《蘭陵王》中的反派人物「鄭兒」一角而聲名大噪。
2020年，主演电视剧《绝代双骄》，饰演移花宫公主邀月，《天涯热土》，《大侠霍元甲》均在央视播出。

## 影视作品

### 电视剧
| 年份   | 劇名                                         | 角色           |
| ------ | -------------------------------------------- | -------------- |
| 2001年 | 《青春問號》                                 | 林亿           |
| 2003年 | 《决不放棄》                                 | 月兒           |
| 2004年 | 《太祖秘史》                                 | 兴尼雅         |
| 2005年 | 《白色情人夢》                               | 錢美娟         |
| 2006年 | 《武昌首义》                                 | 小云           |
| 2006年 | 《食神》（又名《香甜苦辣》）                 | 刘美           |
| 2007年 | 《大剧院》                                   | 小红           |
| 2008年 | 《八仙全传》                                 | 蓝采和         |
| 2008年 | 《多情女人痴情男》                           | 周蕴浓         |
| 2009年 | 《战火中青春》                               | 朵儿           |
| 2009年 | 《叫花子买办孟来财》（又名《孟来财传奇》）   | 源田春子       |
| 2009年 | 《聊斋3》                                    | 白秋菊         |
| 2009年 | 《新包青天之七侠五义》                       | 梧桐           |
| 2011年 | 《小白菜奇案》（原名：新杨乃武与小白菜》）   | 小白菜         |
| 2011年 | 《新施公案》                                 | 苏灵           |
| 2011年 | 《大宅门1912》                               | 水灵           |
| 2012年 | 《大元奇事》（又名《大源奇事》、《老病号》） | 颜小琪         |
| 2012年 | 《加油妈妈》                                 | 周语晨         |
| 2013年 | 《兰陵王》                                   | 冯小怜（郑儿） |
| 2013年 | 《九死一生》                                 | 古文雅         |
| 2014年 | 《飄帥》                                     | 邢淑媛         |
| 2014年 | 《加油爱人》                                 | 范昀           |
| 2014年 | 《美人制造》                                 | 东方青         |
| 2014年 | 《洪流》                                     | 赵天心         |
| 2015年 | 《陸小鳳與花滿樓》                           | 孙秀青         |
| 2015年 | 《两个女人的战争》                           | 牛淑荣         |
| 2015年 | 《爱情珠宝》                                 | 宋琪           |
| 2016年 | 《乱世丽人行》                               | 谢若雪         |
| 2017年 | 《遇见爱情的利先生》                         | 齊姍姍         |
| 2017年 | 《云巅之上》                                 | 李萱           |
| 2017年 | 《生死迷情》                                 | 袁淑英         |
| 2017年 | 《红蔷薇》                                   | 顾霜菊         |
| 2018年 | 《谈判官》                                   | 夏杉杉         |
| 2019年 | 《梦在海这边》                               | 艾薇           |
| 2020年 | 《絕代雙驕》                                 | 邀月/铜先生    |
| 2020年 | 《天涯热土》                                 | 林思远         |
| 2020年 | 《大侠霍元甲》                               | 王云影         |
| 2021年 | 《王牌部队》                                 | 阿秀           |
| 2023年 | 《听说你喜欢我》                             | 谭雅           |
| 2024年 | 《独一有二的她》                             | 陈一白         |
| 2024年 | 《无声恋曲》 (2012年拍攝)                    | 路雨純         |
| 2024年 | 《长乐曲》                                   | 永安公主       |
| 2024年 | 《七夜雪》(網絡劇)                           | 廖青染         |
| 2025年 | 《一本正经》(網絡短劇)                       | 安娜           |
| 2025年 | 《灭罪》(網絡劇)                             | 江雁           |
| 待播中 | 《烈火海洋》                                 | 王雨宁         |
| 待播中 | 《新神雕侠侣》                               | 李莫愁         |
| 待播中 | 《逐玉》(網絡劇)                             |                |

## 外部連結
- 毛林林的新浪微博
- 毛林林的新浪博客
- 毛林林在互联网电影资料库（IMDb）上的資料（英文）
- 毛林林在豆瓣上的资料（简体中文）
- 毛林林在时光网上的簡介（简体中文）